# Bataille de Hanau
Pour les articles homonymes, voir Hanau (homonymie).
Batailles
Campagne de Russie (1812)
- Liste des batailles
- Mir
- Moguilev
- Ostrovno
- Vitebsk
- Kliastitsy
- Smolensk
- 1re Polotsk
- Valoutina Gora
- Moskova
- Moscou
- Winkowo
- 2e Polotsk
- Maloïaroslavets
- Gorodnia
- Czaśniki
- Viazma
- Smoliani
- Krasnoï
- Bérézina

Campagne d'Allemagne (1813)
- Dantzig
- Lunebourg
- Möckern
- Lützen
- Bautzen
- Reichenbach
- Haynau
- Luckau
- Hoyerswerda
- Lauenbourg
- Goldberg
- Gross Beeren
- Katzbach
- Dresde
- Kulm
- Dennewitz
- Peterswalde
- Liebertwolkwitz
- Leipzig
- Hanau
- Sehested
- Torgau
- Hambourg

Campagne de France (1814)
- Sainte-Croix-en-Plaine
- Besançon
- Mayence
- Metz
- Saint-Avold
- 1re Saint-Dizier
- Brienne
- La Rothière
- Campagne des Six-Jours (Champaubert
- Montmirail
- Château-Thierry
- Vauchamps)
- Mormant
- Montereau
- Bar-sur-Aube
- Saint-Julien
- Laubressel
- Berry-au-Bac
- Craonne
- Coutures
- Laon
- Soissons
- Mâcon
- Reims
- Saint-Georges-de-Reneins
- Limonest
- Arcis-sur-Aube
- Fère-Champenoise
- 2e Saint-Dizier
- Meaux
- Claye
- Villeparisis
- Paris

- Feistritz
- Caldiero (en)
- Trieste
- Mincio

- Hoogstraten (de)
- Anvers
- Berg-op-Zoom
- Courtrai

À la bataille de Hanau (30 et 31 octobre 1813 à Hanau), les corps austro-bavarois commandés par Karl Philipp von Wrede attaquent l'armée française de Napoléon, qui pourra toutefois continuer sa retraite.

## Contexte
La Bavière, jusque-là alliée de la France dans la confédération du Rhin, adhère à la Sixième Coalition par le traité de Ried, conclu avec l'Autriche le 8 octobre 1813, et déclare la guerre à la France le 14 octobre. Après la bataille de Leipzig (16-19 octobre), Napoléon fait retraite, serré de près par les coalisés. Le 30 octobre, la cavalerie de Lefebvre-Desnouettes charge à plusieurs reprises la cavalerie russe et alliée, faisant de nombreux prisonniers, près de Bruchköbel et de Nieder-Issengheim. Cependant, les retardataires désorganisent de plus en plus la Grande Armée. Elle est menacée sur son flanc par les 43 000 Bavarois et Autrichiens commandés par le feld-maréchal bavarois Karl Philipp von Wrede qui avancent en Franconie, au nord du Danube. Ils atteignent Hanau, bloquant l'itinéraire de Napoléon à Francfort. Croyant que le gros de l'armée française fait route plus au nord pour Coblence, Wrede pense faire face à seulement 20 000 hommes protégeant le flanc de l'armée principale.

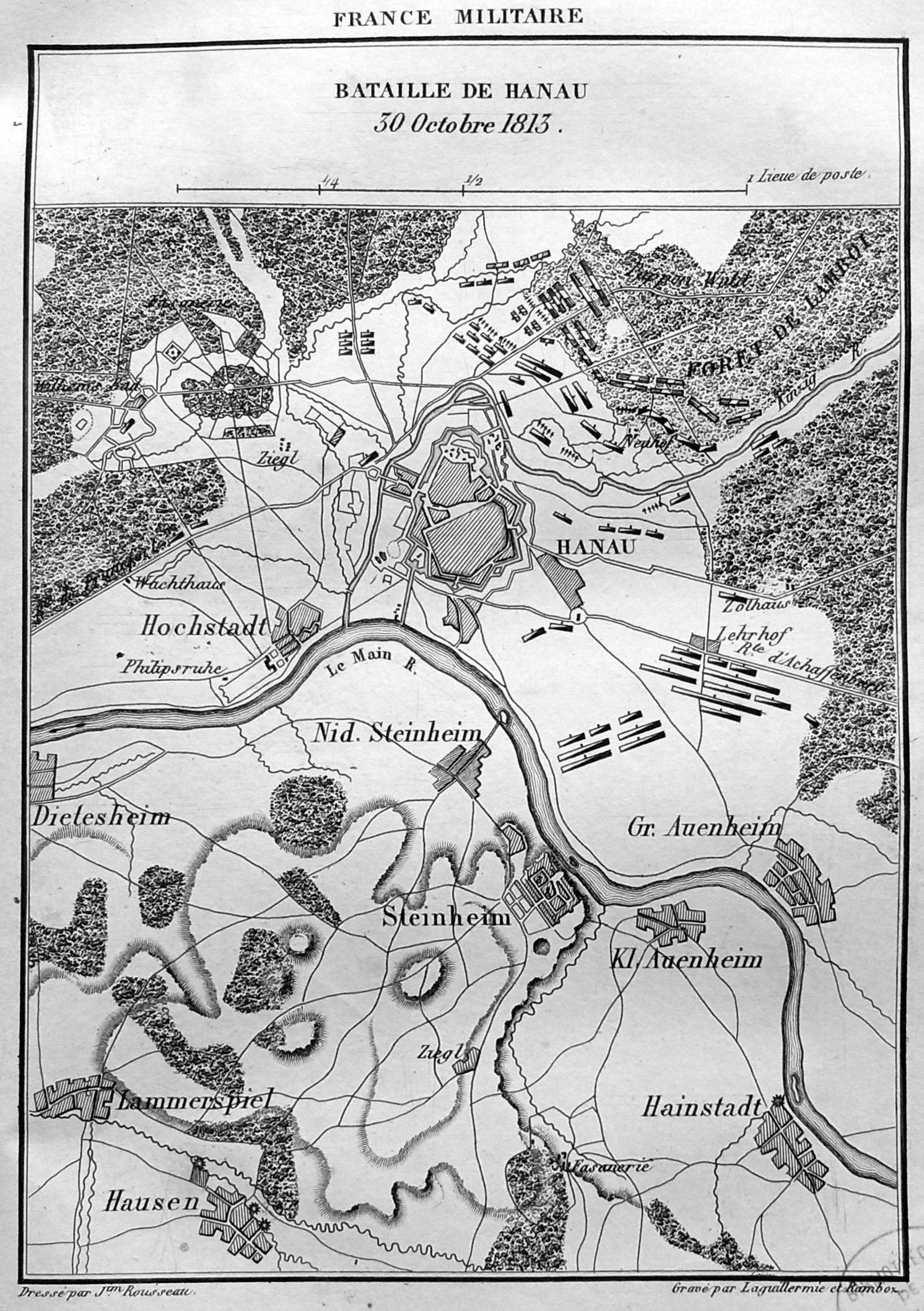
Carte in France militaire... de 1838 par Abel Hugo.

## La bataille
Le 30 octobre, Wrede commence à déployer ses forces pour affronter les Français. Il place son centre devant la Kinzig et son flanc droit au sud, sur une position isolée, seulement reliée à la force principale par un pont. Avec l'infanterie de MacDonald et la cavalerie de Sébastiani, Napoléon n'a que 17 000 hommes à lui opposer.
Des forêts denses à l'est des positions de Wrede permettent aux Français de progresser jusqu'au contact des alliés. Napoléon décide d'attaquer l'aile gauche avec toutes ses troupes disponibles. Vers midi, Victor et MacDonald dégagent la forêt devant le centre ennemi. Drouot trouve une voie à travers la forêt pour placer ses canons, vers la gauche de Wrede. Les grenadiers de la vieille garde dégagent le terrain et trois heures plus tard, 50 canons sont déployés.
Après une charge de la cavalerie bavaroise, foudroyée à bout portant par un tir de mitraille, Drouot, soutenu par la cavalerie de Sébastiani, avance ses canons dans la plaine et après un bref bombardement d'artillerie, réduit au silence les 28 canons de Wrede. La cavalerie française attaque et refoule la cavalerie adverse sur l'aile gauche, avant d'attaquer le centre qui commence à reculer avec de lourdes pertes, sur les berges de la Kinzig. L'aile droite tente alors de renforcer le centre, mais beaucoup d'hommes périssent noyés en tentant de traverser la rivière sur l'unique pont.

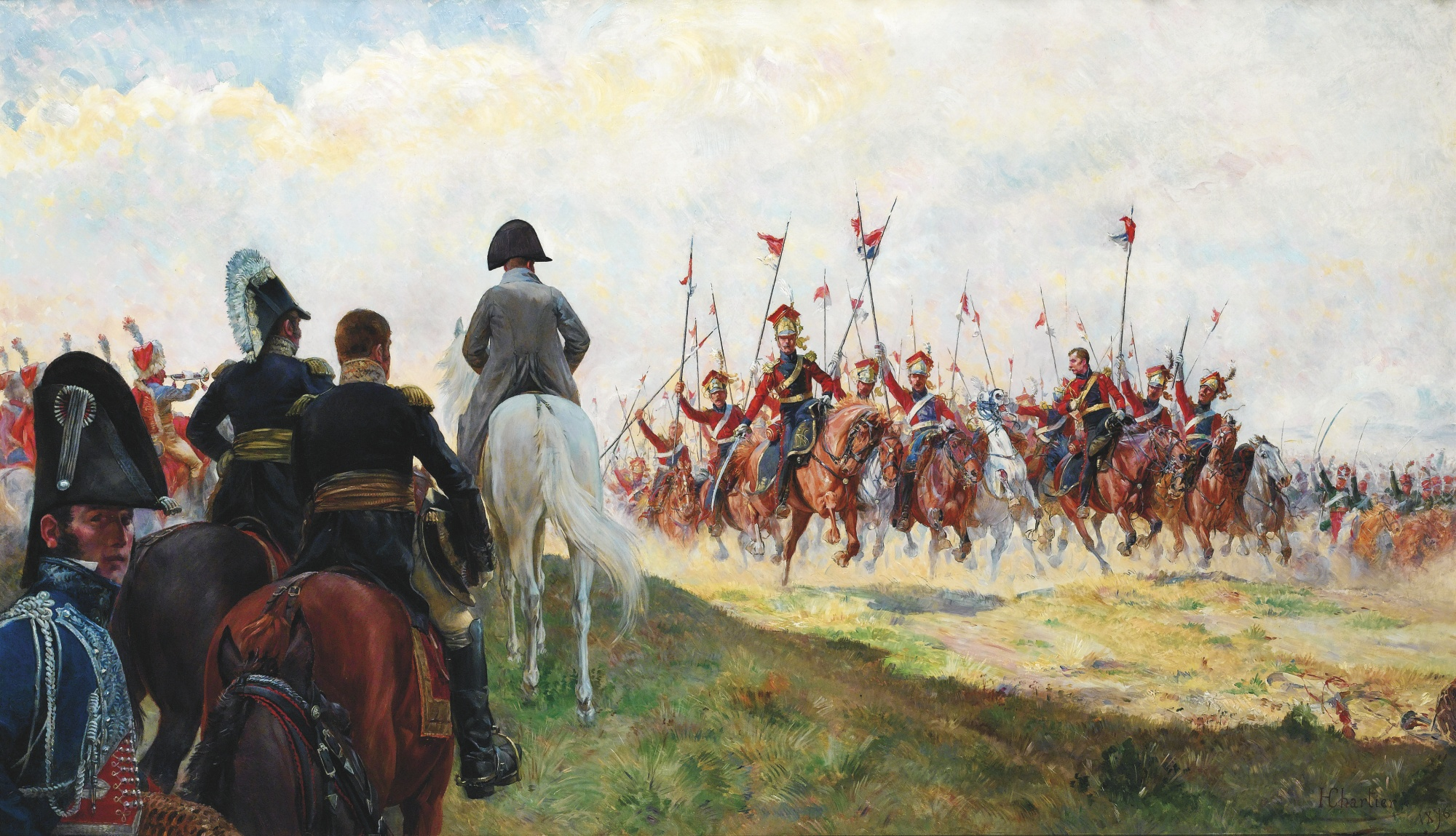
Lanciers de la Garde de retour de la charge à Hanau, par Henri-Georges Chartier.

C'est cette charge de cavalerie qui change la face de la bataille. L'impact de la cavalerie lourde de la Garde impériale est terrible, les grenadiers à cheval de la Garde impériale sous le commandement du général Walther et les Dragons de l'Impératrice enfoncent les Austro-Bavarois. Le général Louis-Michel Letort de Lorville a son cheval tué sous lui, et le chef d'escadron Claude Testot-Ferry reçoit 22 coups de sabres et de lances et est finalement ramené à l'arrière vivant.
Wrede qui pensait n'avoir en face de lui que les miettes de la Grande Armée fut plus que déçu. Cependant, en rassemblant ses troupes, il parvient à former une ligne défensive, du pont de Lamboy à Hanau. Pendant la nuit, alors que l'Empereur bivouaque dans la forêt au milieu de ses troupes, les alliés abandonnent la ville que les Français occupent le 31 octobre. Napoléon ne fait aucun effort pour poursuivre Wrede. La route de Francfort est maintenant ouverte, la retraite française se poursuit.
Dans la journée du 31 octobre, Wrede tente de reprendre la ville encore occupée par Marmont et le général Bertrand, mais il est de nouveau repoussé et perd à nouveau 1 500 à 2 000 hommes. Son gendre le prince Oettingen est tué, lui-même est blessé au bas-ventre et doit laisser le commandement au général autrichien Fresnel .

## Conclusion
Wrede a perdu 9 000 hommes, Napoléon en perd beaucoup moins. Mais entre les 28 et 31 octobre, environ 10 000 traînards sont faits prisonniers. Francfort est atteint le 2 novembre par les Français, alors à seulement 35 kilomètres de leur base arrière de Mayence.

## Souvenir de Louis-Philippe
Louis-Philippe alors duc d'Orléans, avait combattu avec les armées de la République française à Jemappes et à Valmy. Devenu roi, il tient à démontrer ses sympathies républicaines et commande à Horace Vernet quatre grands tableaux de bataille qui montrent les victoires françaises lors des guerres révolutionnaires et napoléoniennes. Ces tableaux célébrant la gloire militaire française et celle du roi, ont été accrochées au Palais-Royal. Achevées en cinq ans, ils représentent la bataille de Jemappes (1821), la bataille de Montmirail (1822), la bataille de Hanau (1824) et la bataille de Valmy (1826). Endommagés par un incendie lors de la révolution de 1848, ils ont été restaurés par Vernet lui-même. Ils sont conservés aujourd'hui à la National Gallery à Londres. Une copie du tableau par le peintre Eloi-Firmin Féron est réalisé pour les Galeries historiques de Versailles, 20 août 1835.

### Sources
- Musée de Versailles avec un texte historique. Théodose Burette - 1845
- Napoléon, recueil par ordre chronologique de ses lettres, proclamations, bulletins, discours sur les matières civiles et politiques, formant une histoire de son règne... M. Kermoysan tome troisième - 1857
- Galerie historique de la Révolution française Albert Maurin - 1849
- Histoire du Consulat et de l'Empire Adolphe Thiers - 1857
- Dictionnaire Napoléon, Jean Tulard - 1999
- Histoire de la Garde Impériale, Émile Marco de Saint-Hilaire - 1847
- Napoléon Ier et la Garde Impériale, Eugène Fieffé - 1859
- Napoléon et la Garde Impériale, Cdt Henry Lachouque - 1956